# Heino Eller
Heino Eller   (Tartu, 7 de març de 1887 - Tallinn, 16 de juny de 1970) va ser un compositor i professor de composició estonià.

## Biografia
Eller va néixer a Tartu, on va rebre classes particulars de violí i teoria de la música, va tocar en diversos conjunts i orquestres i va actuar com a solista de violí. El 1907 va ingressar al Conservatori de Sant Petersburg per estudiar violí. Del 1908 al 1911 va ser estudiant de dret. El 1920 Eller es va graduar al rebatejat Conservatori de Petrograd.
Del 1920 al 1940, va ser professor de teoria i composició de la música a l'Escola Superior de Música de Tartu. Durant aquest temps va formar l'escola de composició de Tartu, que va donar lloc a molts compositors, entre ells Eduard Tubin. El 1940 es va convertir en professor de composició al Conservatori de Tallinn, on va ser professor fins a la seva mort el 1970. Va ser nomenat Artista Popular de l'URSS el 1967.
Eller era professor de composició. L'escola que va formar a Tartu va contrapesar l'anomenada escola de Tallinn dirigida per Artur Kapp. El talent pedagògic d'Eller és versàtil. La llista dels seus alumnes ofereix la millor prova d'això: cadascun d'ells ha creat un estil original distingit. Entre els seus alumnes es trobaven Eduard Tubin, Villem Kapp, Kaljo Raid, Boris Kõrver, Anatoli Garshnek, Leo Normet, Valter Ojakäär, Uno Naissoo, Arne Oit, Jaan Rääts, Heino Jürisalu, Arvo Pärt, Alo Põldmäe, Lepo Sumera, Alfred Karindi, Eduard Oja, Olav Roots i Karl Leichter.

## Obres seleccionades
Eller va compondre principalment música instrumental. Les seves obres simfòniques, especialment Koit i Videvik, creuen un nou terreny per a la música simfònica estoniana. El seu llenguatge musical conté molts trets nacionals, però va estar influït per estils del segle XX tan diversos com l'impressionisme i l'expressionisme.
- Koit (Alba), poema simfònic (1915–1918, 1920)
- Videvik (Crepuscle), poema simfònic (1917)
- Moderato sostenuto en re menor per a veu, viola i piano (1921)
- Elegia per a orquestra d'arpa i corda (1931)
- Concert en re menor per a violí i orquestra (1937)
- Cinc peces per a orquestra de corda (1953)

## Família
Heino Eller es va casar amb la pianista Anna Kremer que va ser executada en un camp de concentració per les autoritats ocupacionals alemanyes el 1942 per la seva ètnia jueva.